# Venas de la columna vertebral
Reciben el nombre de venas de la columna vertebral una red venosa plexiforme que discurre a lo largo de toda la columna vertebral, por fuera y por dentro del conducto vertebral. Consta de plexos venosos vertebrales externos (anterior y posterior) e internos (anterior y posterior, también) que se anastomosan libremente para desembocar en las venas intervertebrales.